# لا سال (مینه‌سوتا)
لا سال، مینه‌سوتا (به انگلیسی: La Salle, Minnesota) یک شهر در ایالات متحده آمریکا است که در شهرستان واتونون، مینه‌سوتا واقع شده‌است.

## خصوصیات
لا سال ۰٫۲۳ کیلومترمربع مساحت و ۸۷ نفر جمعیت دارد و ۳۱۶ متر بالاتر از سطح دریا واقع شده‌است.